# Simon Pouplin
Simon Pouplin (Cholet, Francia, 28 de mayo de 1985) es un futbolista francés. Juega de guardameta.

## Selección nacional
Ha sido internacional con la Selección de fútbol de Francia Sub-21.

## Clubes
| Club          | País     | Año       |
| ------------- | -------- | --------- |
| Stade Rennais | Francia  | 2003-2008 |
| SC Freiburg   | Alemania | 2008-2012 |
| FC Sochaux    | Francia  | 2012-2014 |
| OGC Niza      | Francia  | 2014-2017 |